# Восточный Техас

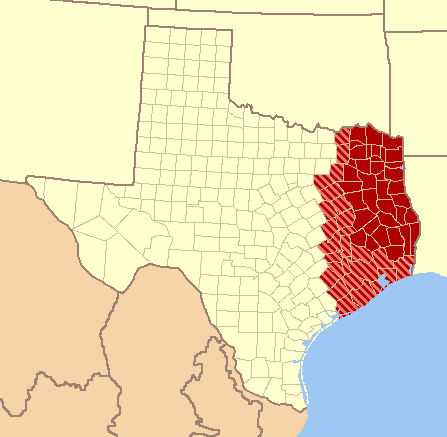
Техас. Бордовым цветом закрашены округа́, бесспорно входящие в Восточный Техас; красным — причисляемые некоторыми источниками также к этому региону.

Восточный Техас (англ. East Texas) — широко определяемый культурный, географический и экологический регион в американском штате Техас, разделяемый на под-регионы Северо-Восточный и Юго-Восточный Техас. Бо́льшую часть Восточного Техаса занимает экорегион Сосновые Леса, и ряд источников именно его и подразумевают под понятием «Восточный Техас».
Согласно «Справочнику Техаса», территория Восточного Техаса «может быть примерно отделена от остальной части Техаса линией, проходящей от Ред-Ривер в северо-центральной части округа Ламар на юго-запад до восточно-центральной части округа Лаймстоун, а затем на юго-восток к восточной части залива Галвестон», хотя большинство источников выделяют район побережья Мексиканского залива в отдельный регион.
Другая популярная, более простая, версия определяет Восточный Техас как область между рекой Тринити, к северу и востоку от Хьюстона (или иногда шоссе 45, при определении границ) в качестве западной границы; граница Луизианы как восточная граница; Мексиканский залив в качестве южной границы; граница с Оклахомой в качестве северной границы; Арканзас в качестве северо-восточной границы и простирается на юг до города Ориндж.
Население Восточного Техаса, согласно переписи 2020 года, составляло 8 814 548 человек.

## География
Климат Восточного Техаса относится к типу «субтропический океанический». Осадков здесь выпадает больше, чем в остальном Техасе: 890—1520 мм в год. Средняя температура воздуха (в Хьюстоне) составляет: в январе — 10,2 °C, в июле — 28,1 °C.
Весь Восточный Техас находится в пределах Примексиканской низменности, но с меньшей однородностью, чем климат с холмами на севере и плоскими прибрежными равнинами на юге. Растительность региона сильно варьируется с севера на юг, причём нижняя треть состоит из лугов умеренного климата, простирающихся от Южного Техаса до Южной Луизианы, а в северных двух третях региона преобладают леса умеренного климата, известные как Сосновые Леса (занимают площадь около 141 000 км², в том числе на территории Техаса — около 61 000 км²).
Крупнейшие города региона: Хьюстон (2 304 580 жителей в 2020 году), Бомонт (115 282), Тайлер (105 995), Лонгвью (81 683), Порт-Артур (56 039), Тексаркана (36 193), Лафкин (35 067), Накодочес (32 147), Парис (24 171), Маршалл (23 392), Палестин (18 544), Маунт-Плезант (16 047), Джексонвилл (13 997), Хендерсон (13 271).
Основные реки региона: Сабин, Тринити, Нечес, Анджелина и Салфер; также небольшими участками на территорию Восточного Техаса заходят такие крупные реки как Бразос и Ред. Нередки речушки и ручьи, «собирающиеся» в болото — байу, самое известное из них в регионе — Буффало. В таких районах в больших количествах произрастают таксодиум двурядный и тилландсия уснеевидная. В регионе описано более 400 видов диких цветов.

Крупнейшие озёра (водохранилища) — Каддо (на две трети находится в штате Луизиана), Толидо-Бенд (также частично расположено в Луизиане), Сэм-Рэйбёрн.

В Восточном Техасе есть ряд примечательных заповедников: Каддо-Лейк, Си-Рим, Анджелина, Сэм-Хьюстон, Большая Чаща.
Крайняя юго-западная часть Восточного Техаса носит название «Сосновый Занавес».

### Северо-Восточный Техас
Основная статья: Северо-Восточный Техас
В Северо-Восточный Техас входят 23 округа. Его население (на 2020 год) составляло 1 152 223 человек, крупнейший город — Тайлер.

### Юго-Восточный Техас
Основная статья: Юго-Восточный Техас
Население Юго-Восточного Техаса (на 2020 год) составляло 7 662 325 человек. В регионе расположена агломерация Большой Хьюстон с населением более 7,1 млн человек.

### Глубокий Восточный Техас
Также выделяют под-регион «Глубокий Восточный Техас». Согласно Совету правительств Глубокого Восточного Техаса, он состоит из 12 округов (Анджелина, Джаспер, Накодочес, Ньютон, Полк, Сабин, Сан-Огастин, Сан-Хасинто, Тайлер, Тринити, Хьюстон и Шелби), его население на 2020 год составляло 338 090 человек. Приставка «Глубокий» означает, что местность расположена дальше на юг и к побережью Мексиканского залива, чем остальная часть Восточного Техаса. Достопримечательность региона — «Большая Чаща», занимающая площадь 458 км², которая исторически была прибежищем для многочисленных разнообразных преступников.
Это был первый район Техаса, заселённый британцами. Здесь расположены два старейших города штата: Накодочес (основан в 1779 году) и Сан-Огастин (основан в 1832 году). Среди жителей преобладают потомки англичан, шотландцев, шотландских ирландцев и валлийцев, в то время как в остальном штате большинство за немцами и испанцами.

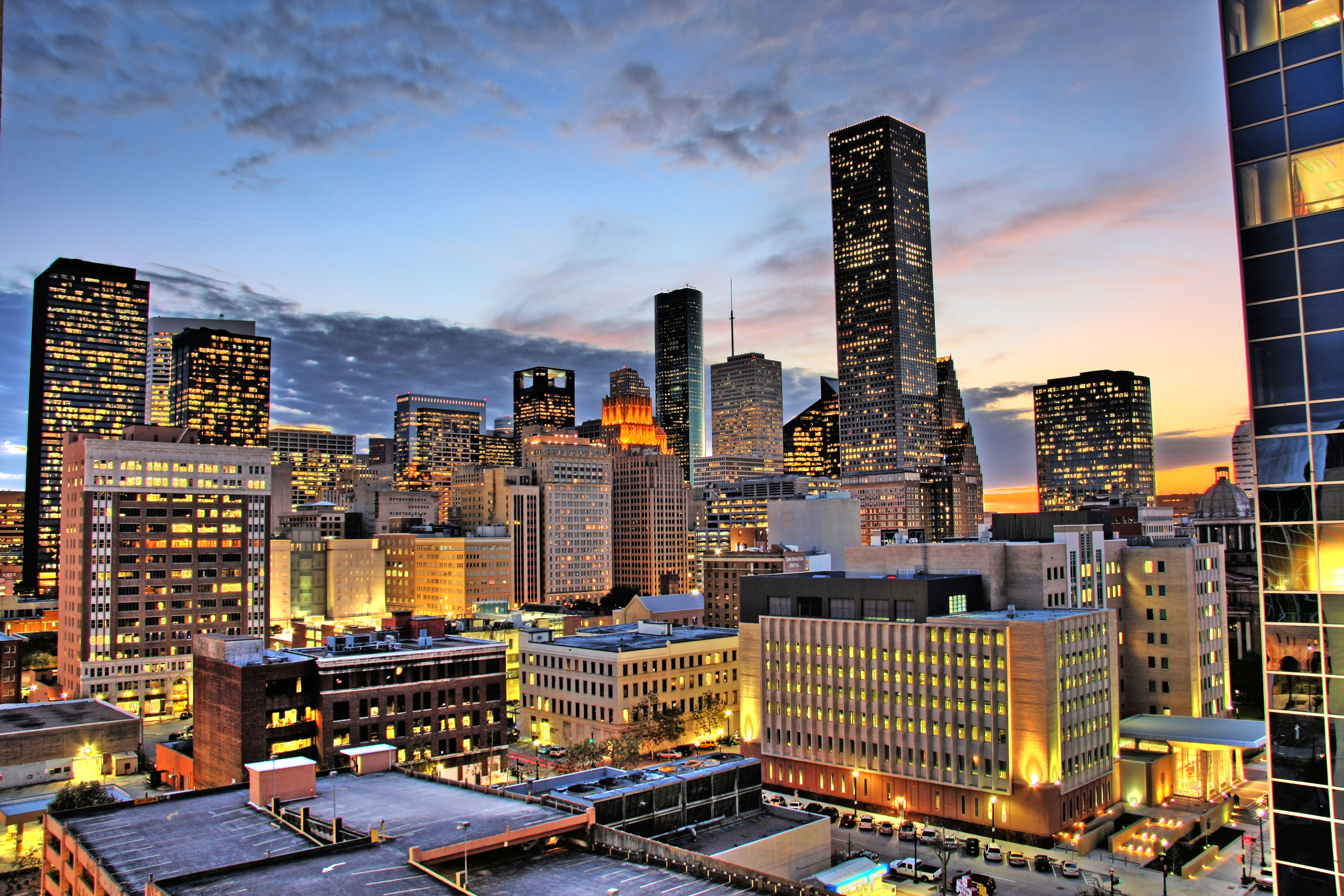
Город Хьюстон
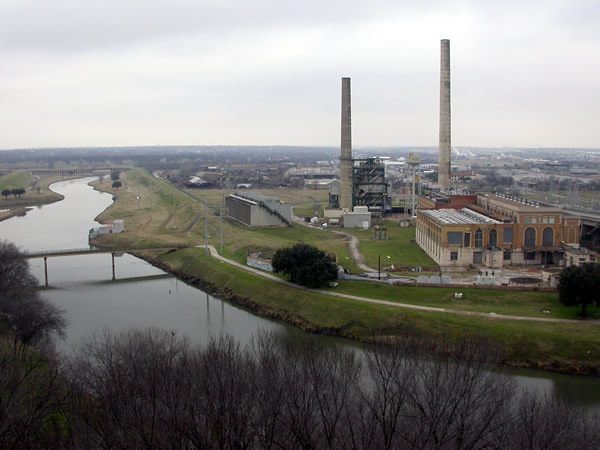
Река Тринити
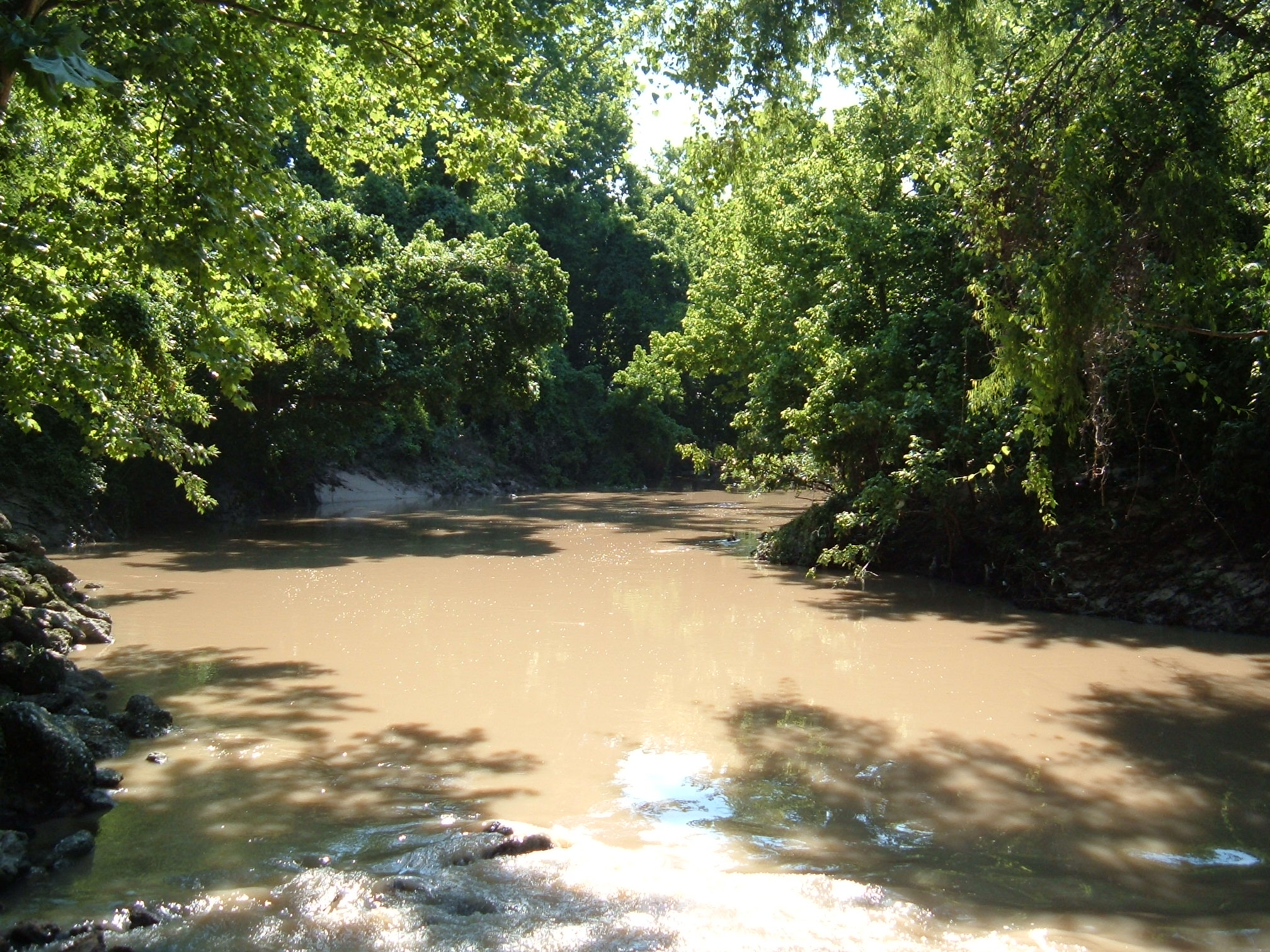
Байу Буффало[англ.]
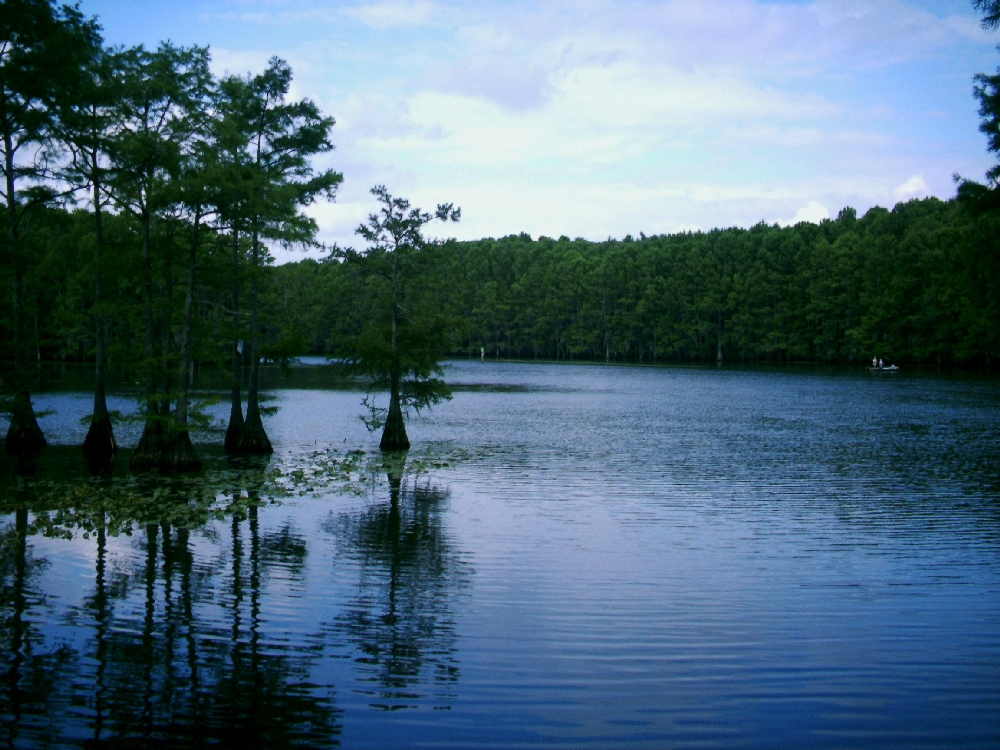
Озеро Каддо
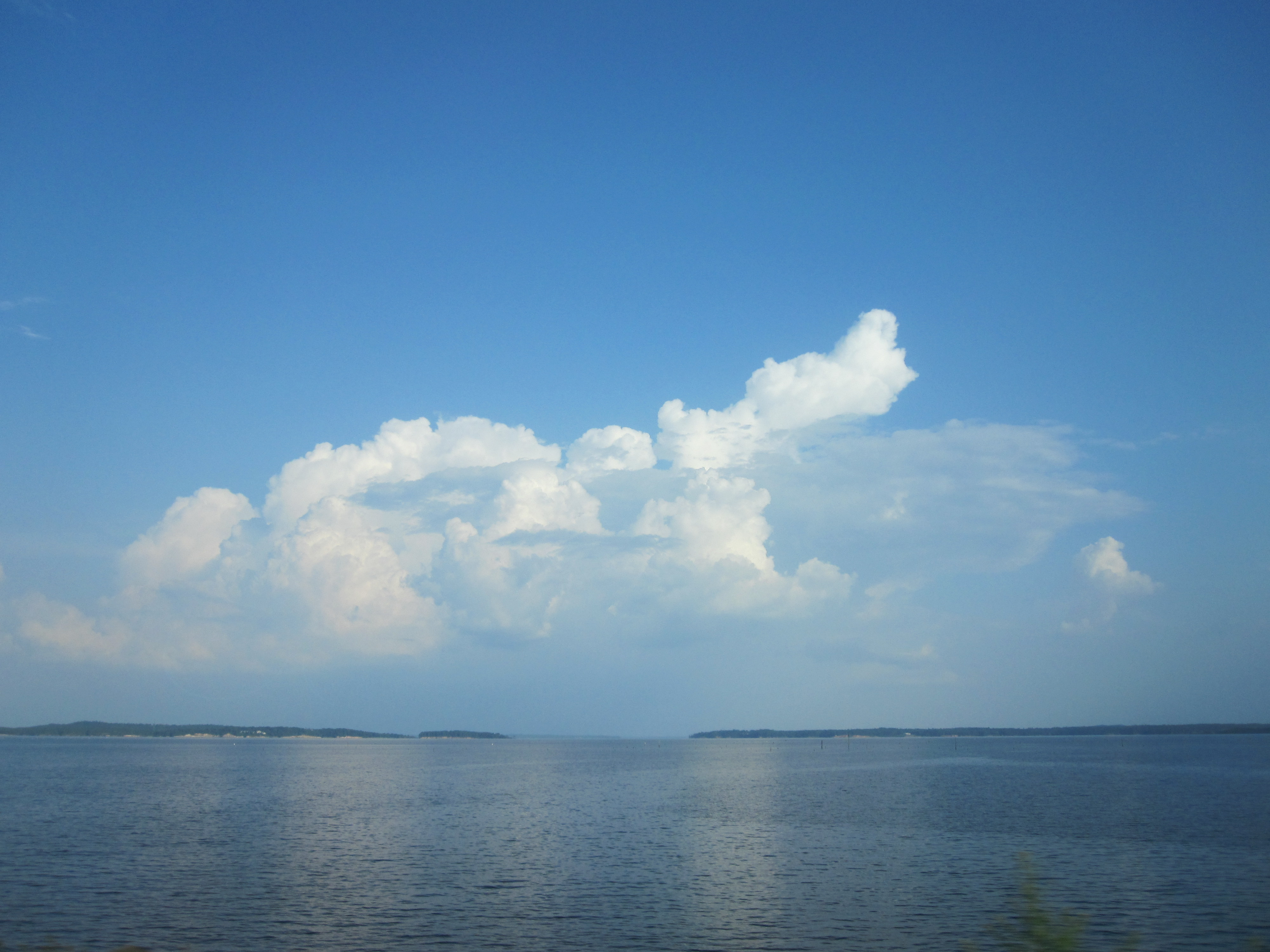
Озеро Толидо-Бенд[англ.]
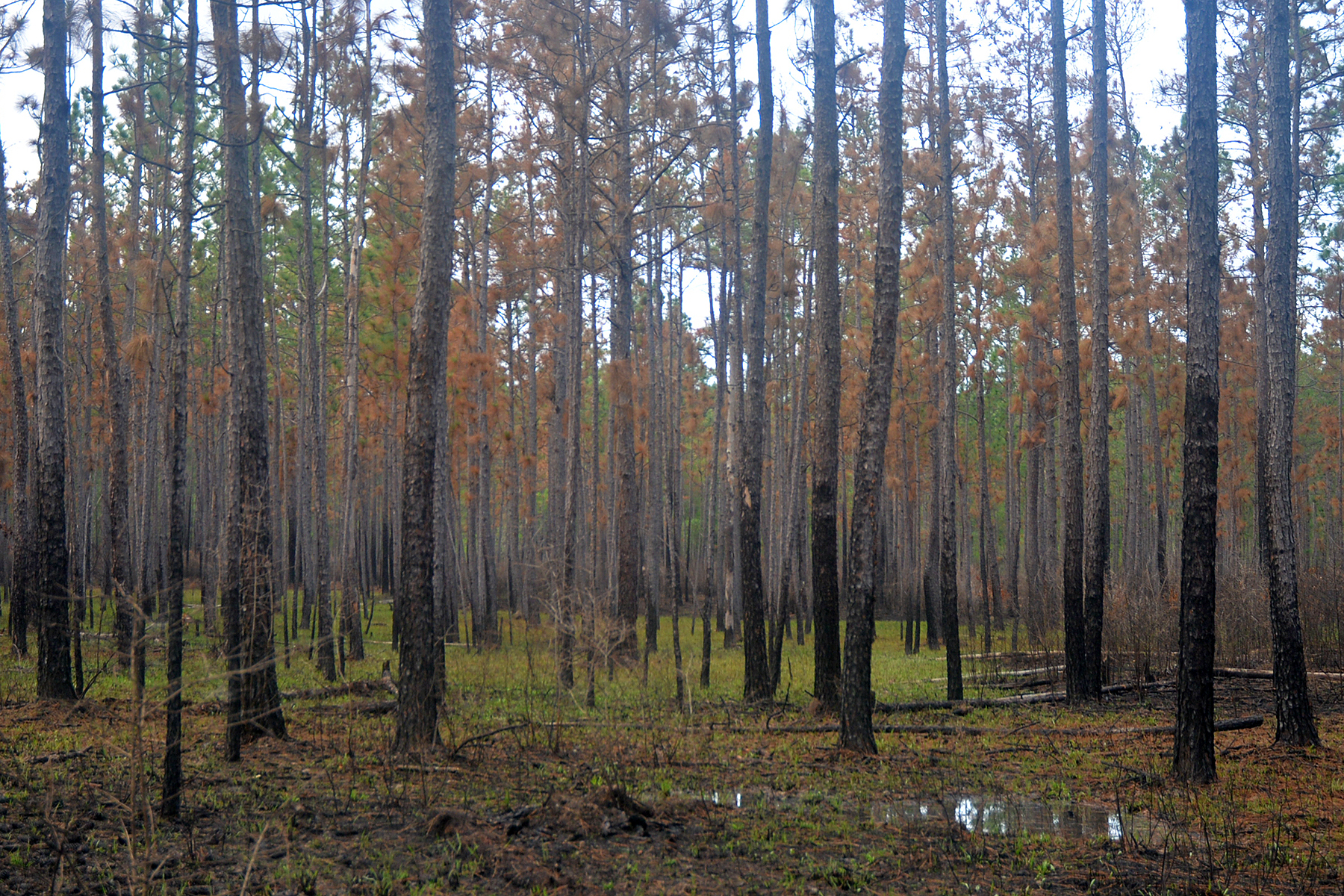
Большая Чаща[англ.]

## Демография
Население Восточного Техаса, согласно переписи 2020 года, составляло 8 814 548 человек.
Восточный Техас состоит из 41 округа, 38 из которых включены в Ark-Tex Council of Governments, East Texas Council of Governments, Deep East Texas Council of Governments или South East Texas Regional Planning Commission.
Вне Большого Хьюстона плотность населения составляет 7—12 человек на квадратный километр. Большинство жителей Восточного Техаса сконцентрировано в так называемом «Золотом треугольнике» — территории между городами Бомонт, Порт-Артур и Ориндж.
Согласно переписи 2010 года 65,93 % жителей Восточного Техаса были белыми не-испанцами, 17,44 % — афроамериканцами, 14,29 % — латиноамериканцами, 2,34 % отнесли себя к другим расам (включая «коренной американец» и «азиат»).
Восточный Техас входит в так называемый «Чёрный пояс».
Федеральный суд — Окружной суд США по восточному району Техаса.

## Культура
Восточный Техас часто упоминается как самая западная точка Глубокого Юга. Преобладающее культурное влияние исходит от обычаев и традиций, переданных от европейцев-американцев и афроамериканцев-южан, которые заселили регион в середине и конце XIX века. Афроамериканцев впервые привезли в этот регион в качестве рабов для труда на плантациях — округ Харрисон в то время был крупнейшим рабовладельческим округом.
Жители Восточного Техаса — преимущественно протестанты, выражающие свою веру как члены многих конфессий в рамках Библейского пояса. Много приверженцев течений «Южная баптистская конвенция», «Национальная баптистская конвенция», «Пятидесятники» и других. Крупнейшие религиозные организации региона — Архиепархия Галвестона — Хьюстона и Епархия Тайлера.
В Восточном Техасе имеются группы прибывших сюда из Луизианы каджунов и креолов; их вклад в культуру региона проявился в популяризации таких блюд как джамбалайя и гамбо из сома.
В 1976 году в городе Лафкин открылся музей Восточного Техаса под названием «Историко-художественный центр Лафкина» (англ. Lufkin Historical and Creative Arts Center).
В городке Картейдж с 1998 года работает Зал славы техасской кантри-музыки.
См. также Список музеев Восточного Техаса

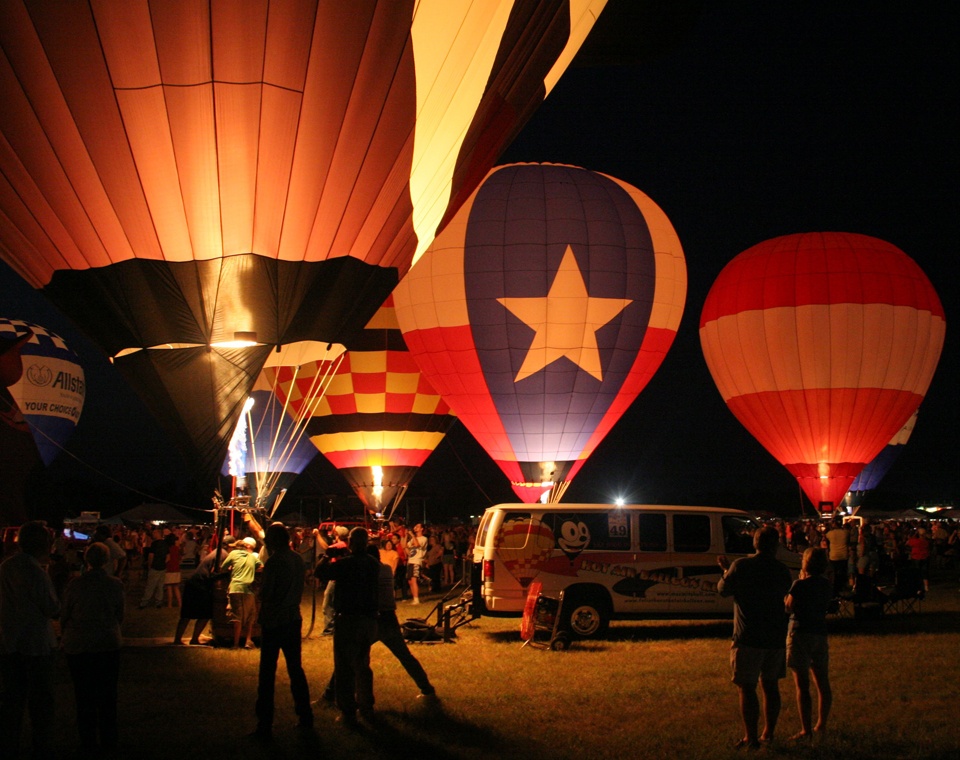
«Большая техасская гонка на воздушных шарах». Лонгвью, 2008 год.
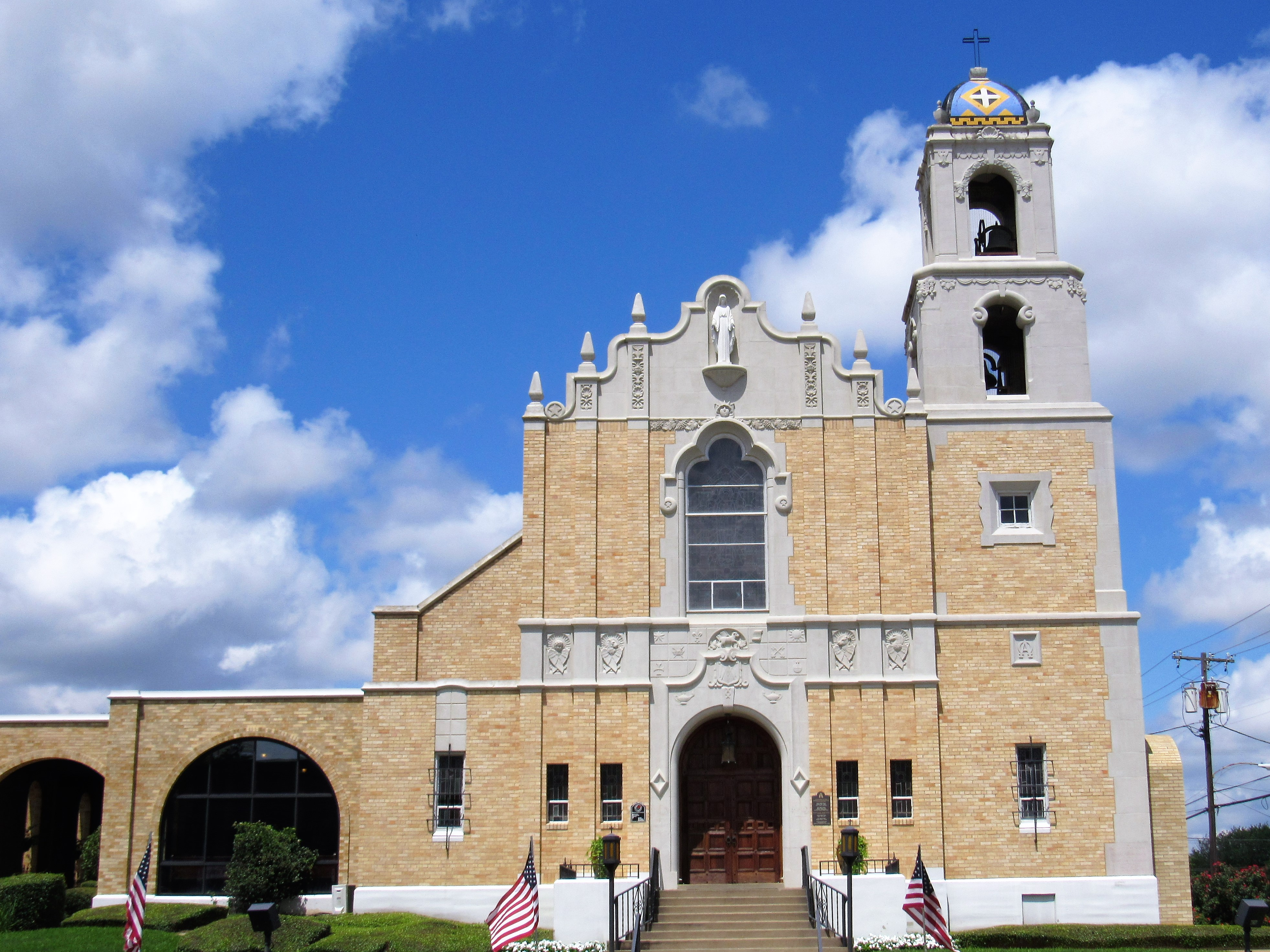
Собор Непорочного Зачатия в Тайлере

## Экономика
Исторически экономика Восточного Техаса концентрировалась вокруг производства лесоматериалов и хлопка, скотоводства и добычи нефти (особенно после открытия в 1930 году месторождения «Восточный Техас»).
С наступлением XX века из-за снижения добычи нефти во многих небольших городах региона начали закрываться кафе и АЗС. В 2022 году Восточный Техас был отмечен за диверсификацию экономики, проникшей вглубь региона в связи со снижением цен на сырую нефть. Кроме того, регион стал домом для многих компаний, владеющих патентами, из-за того, что его правовая система особенно дружелюбна к патентообладателям и враждебна к технологическим ответчикам из других штатов. В 2009 году газета Houston Press высказала мысль, что «природный газ превзошел нефть в качестве короля в Восточном Техасе».
Туризм в Восточном Техасе развит слабо, хотя через него проходят крупные автомагистрали I-10, I-20, I-30, I-45, US 59.

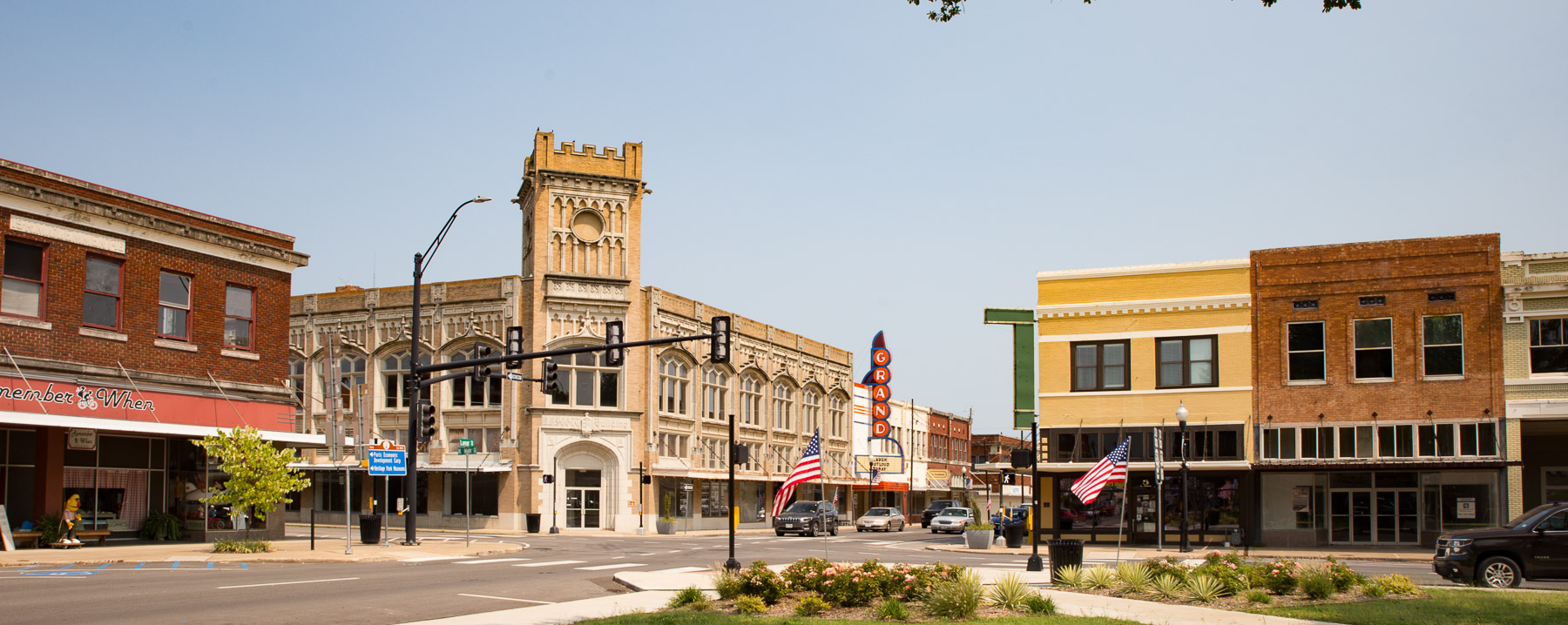
Исторический деловой район Париса
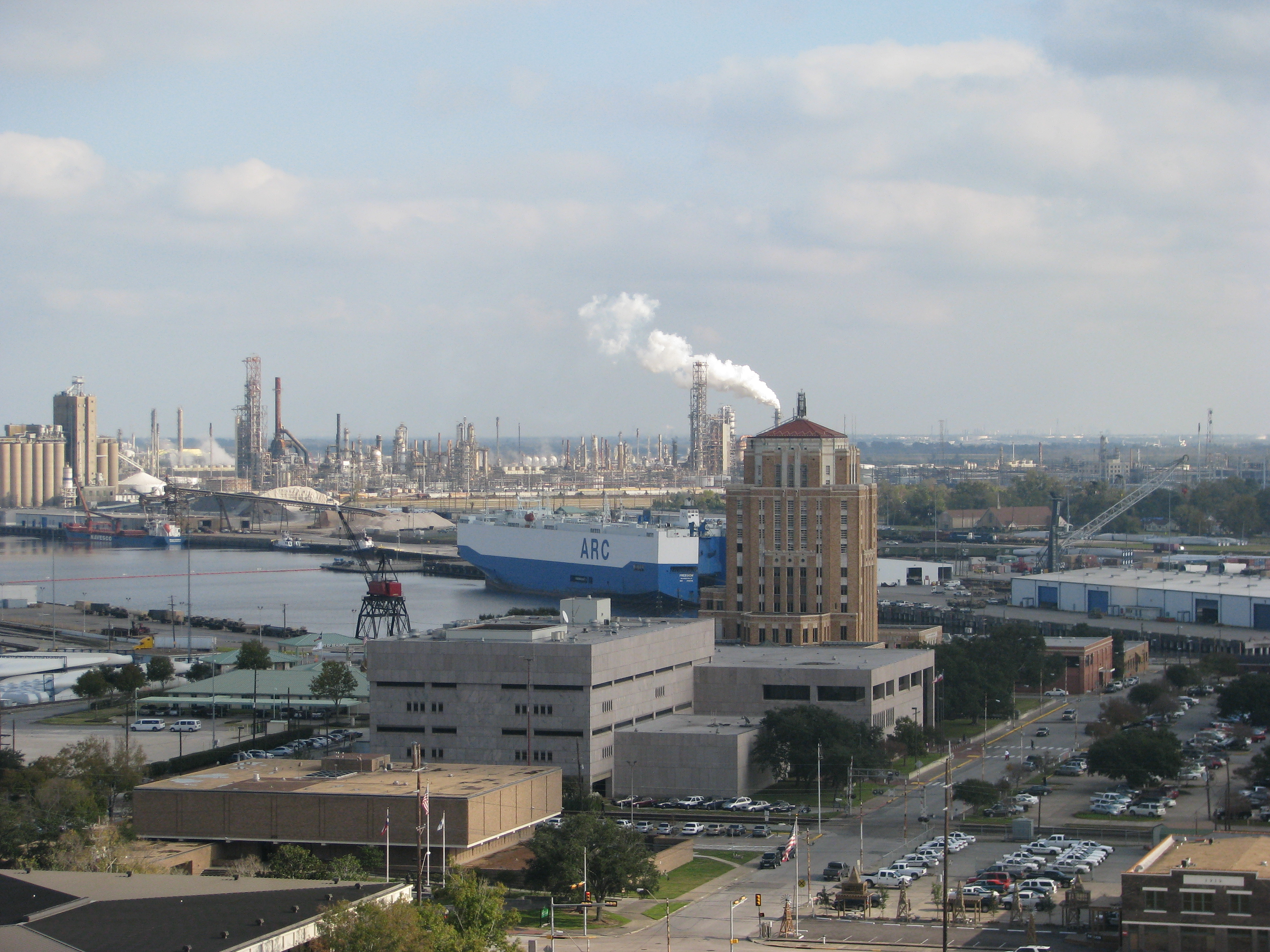
Деловой центр Бомонта
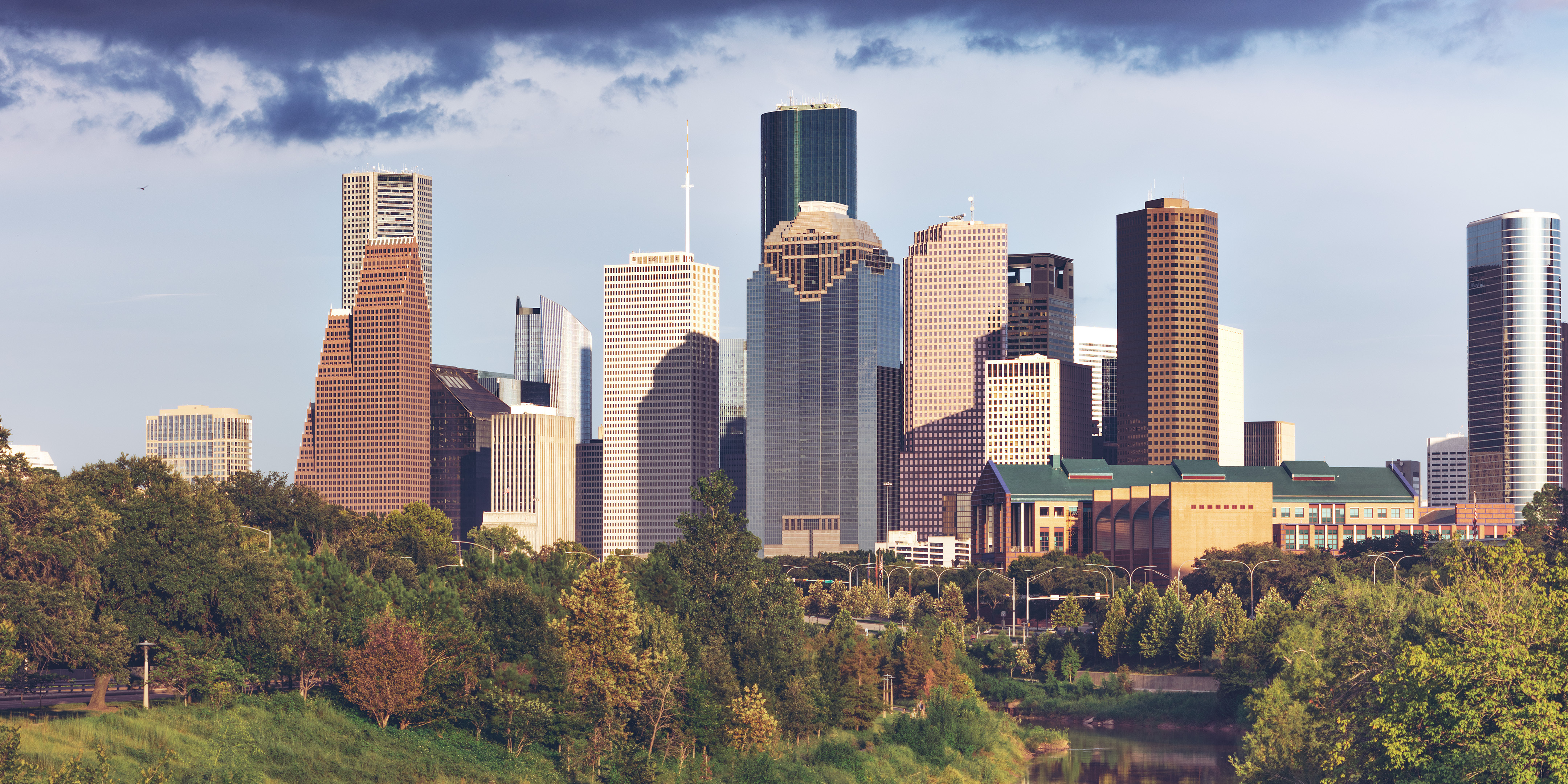
Деловой центр Хьюстона[англ.]